# Source Tags & Codes
Source Tags & Codes ist das dritte Studioalbum der texanischen Band ...And You Will Know Us by the Trail of Dead. Es wurde im Februar 2002 über Interscope Records veröffentlicht. Es war das erste Album der Band, das über ein Majorlabel veröffentlicht wurde.

## Trackliste
| internationale Version 1. "Invocation" (Trail of Dead, James Olsen) – 1:32 2. "It Was There That I Saw You" – 3:57 3. "Another Morning Stoner" – 4:33 4. "Baudelaire" – 4:16 5. "Homage" – 3:29 6. "How Near How Far" – 3:55 7. "Life is Elsewhere" – 0:55 8. "Heart in the Hand of the Matter" – 4:48 9. "Monsoon" – 5:53 10. "Days of Being Wild" (Trail of Dead, James Olsen) – 3:27 11. "Relative Ways" – 4:03 12. "After the Laughter" – 1:15 13. "Source Tags & Codes" – 6:08 |  | US-amerikanische Version 1. "It Was There That I Saw You" – 3:57 2. "Another Morning Stoner" – 4:33 3. "Baudelaire" – 4:16 4. "Homage" – 3:29 5. "How Near How Far" – 3:55 6. "Heart in the Hand of the Matter" – 4:48 7. "Monsoon" – 5:53 8. "Days of Being Wild" (Trail of Dead, James Olsen) – 3:27 9. "Relative Ways" – 4:03 10. "After the Laughter" – 1:15 11. "Source Tags & Codes" – 6:08 |

Als Singles wurden Another Morning Stoner und Relative Ways ausgekoppelt. Another Morning Stoner schaffte es eine Woche auf Platz 54 der britischen Singlecharts.

## Rezensionen
Das Album hat durchweg hervorragende Kritiken bekommen und gilt als Meilenstein der Band. Pitchfork Media gab dem Album eine glatte 10.0 und somit die Maximalpunktzahl und führt das Album auf Platz 3 ihrer Liste der besten Alben 2002 und auf Platz 100 der besten Alben der 2000er Jahre. laut.de gibt mit fünf von fünf Punkten ebenfalls die Maximalpunktzahl und schreibt:

„Doch obwohl die Lieder unterschiedlicher nicht sein könnten, wirkt "Source Tags & Codes" sehr kompakt und geschlossen. Man hat zu keinem Zeitpunkt den Eindruck, als habe man es mit einem zusammen gewürfelten Haufen für sich stehender Tracks zu tun. Vielmehr wirkt es so, als wäre "Source Tags & Codes" am Stück eingespielt, was wohl nicht zuletzt den häufig eingesetzten Interludes zu verdanken ist […] Dreizehn moderne Meisterwerke der Rockmusik, eines der besten Alben der letzten Zeit. Vielleicht sogar das beste seit "Relationship of Command" von den grandiosen At the Drive-In.“

Auch das deutsche Musikmagazin Visions führt das Album auf Platz 84 ihrer 150 Alben für die Ewigkeit.